# Списак стрип аутора из Србије
Ово је списак стрип аутора из Србије.
|  |  |  |  |  |  |  |  |  |  |  |  |  |  |  |  |  |  |  |  |  |  |  |  |  |  |  |  |  |  |

## А
- Јана Адамовић Кордеј - Yana
- Теодор Ајдук
- Владимир Алексић
- Бранко Андрић - Андрла
- Александар Анђелковић
- Милан Анђелковић
- Младен Анђелковић
- Ано & Неп (Јован Николић и Војислав Псончак)
- Тамара Антонијевић
- Богољуб Арсенијевић - Маки
- Душан Арсенић
- Саша Арсенић
- Дарко Атанасијевић
- Живорад Атанацковић - Жика
- Милан Антанасијевић
- Иван Аћимовић
- Василије Афанасјев

|  |  |  |  |  |  |  |  |  |  |  |  |  |  |  |  |  |  |  |  |  |  |  |  |  |  |  |  |  |  |

## Б
- Тибор Бада (Бада Дада)
- Милисав Банковић
- Ристо Банић
- Синиша Бановић
- Предраг Бачкоња
- Небојша Бачић
- Урош Беговић
- Тиберију Бека
- Младен Белић
- Властимир Белкић
- Жељко Бјелица
- Звонко Благојевић
- Радивој Богичевић
- Лазар Бодрожа
- Душан Божић
- Тошо Борковић
- Драган Боснић
- Александар Ботић
- Славка Бошњаковић
- Стеван Брајдић
- Веселин Брајовић - Веско
- Владимир Брајовић
- Новак Брајовић
- Јован Братић
- Милан Буковац
- Душан Бунарџић
- Нина Буњевац
- Владимир Бурсаћ

|  |  |  |  |  |  |  |  |  |  |  |  |  |  |  |  |  |  |  |  |  |  |  |  |  |  |  |  |  |  |

## В
- Давид Вартабедијан
- Војислав Васиљевић - Васа
- Миодраг Величковић - Мивел
- Божидар Веселиновић
- Маја Веселиновић
- Владимир Весовић
- Саша Видаковић
- Никола Витковић
- Предраг Витнер
- Милорад Вицановић - Маза
- Јакша Влаховић
- Југослав Влаховић
- Александар Вранешевић - Врана
- Коста Војводић
- Андреј Војковић
- Дејан Вујић
- Бојан Вукић
- Ненад Вукмировић
- Славољуб Вуковић - Мали
- Душан Вукојев - Дуда
- Симон Вучковић

|  |  |  |  |  |  |  |  |  |  |  |  |  |  |  |  |  |  |  |  |  |  |  |  |  |  |  |  |  |  |

## Г
- Бранко Гаврић
- Душан Гађански
- Алекса Гајић
- Вукашин Гајић
- Предраг Гиневски
- Петар Глигоровски
- Шандор Гогољак
- Станко Гојић
- Борислав Грабовић - Грабовски
- Боривоје Грбић
- Дарко Гркинић
- Анкица Груден - Анчи
- Ранко Гузина
- Всеволод Гуљевич
- Ненад Гуцуња

|  |  |  |  |  |  |  |  |  |  |  |  |  |  |  |  |  |  |  |  |  |  |  |  |  |  |  |  |  |  |

## Д
- Бојан Дебенак
- Дарко Дедић - Дечански
- Горан Дивац
- Данко Дикић
- Бојана Димитровски
- Горан Димић
- Милорад Добрић
- Неда Докић
- Жељко Дувњак
- Горан Дујаковић
- Денис Дупановић

|  |  |  |  |  |  |  |  |  |  |  |  |  |  |  |  |  |  |  |  |  |  |  |  |  |  |  |  |  |  |

## Ђ
- Милан Ђилас
- Бојан М. Ђукић
- Бранко Ђукић
- Горан Ђукић алијас „Горан Горски“
- Новица Ђукић
- Марко Ђурђевић
- Миодраг Ђурђић
- Предраг Ђурић
- Дејан Ђуровић
- Зоран Ђуровић
- Младен Ђуровић

|  |  |  |  |  |  |  |  |  |  |  |  |  |  |  |  |  |  |  |  |  |  |  |  |  |  |  |  |  |  |

## Ж
- Милорад Жарић
- Владимир Жедрински
- Владан Жерванов – Вамши
- Димитрије Живадиновић
- Миша Живанов
- Драган Живанчевић
- Добросав Живковић - Боб
- Саша Живковић
- Светозар Живковић – Свежив
- Десимир Жижовић - Буин

|  |  |  |  |  |  |  |  |  |  |  |  |  |  |  |  |  |  |  |  |  |  |  |  |  |  |  |  |  |  |

## З
- Мирослав Зељуг
- Здравко Зупан
- Мирко Зулић

|  |  |  |  |  |  |  |  |  |  |  |  |  |  |  |  |  |  |  |  |  |  |  |  |  |  |  |  |  |  |

## И
- Миодраг Ивановић - Микица
- Предраг Ивановић - Пека
- Предраг Ивановић – Пеђа
- Слободан Ивков
- Радомир Изгаревић
- Предраг Иконић - славни
- Милан Илић - Лаки

|  |  |  |  |  |  |  |  |  |  |  |  |  |  |  |  |  |  |  |  |  |  |  |  |  |  |  |  |  |  |

## Ј
- Здравко Јандрић
- Ђука Јанковић
- Зоран Јањетов
- Владимир Јерић и В. Живановић
- Богдан Јовановић
- Брана Јовановић
- Драгош Јовановић - Фера
- Душан Јовановић
- Душко Јовановић
- Зоран Јовановић
- Милан Јовановић, Београд
- Милан Јовановић, Крагујевац
- Саша Јовановић
- Бранко Јовић
- Зоран Јовић - Летач
- Зоран Јовичић
- Ања Јововић
- Горан Јосић

|  |  |  |  |  |  |  |  |  |  |  |  |  |  |  |  |  |  |  |  |  |  |  |  |  |  |  |  |  |  |

## К
- Драган Калмаревић
- Михаљ Канзел
- Бранислав Керац
- Марица Кицушић
- Бојан Ковачевић
- Дражен Ковачевић
- Зоран Ковачевић
- Слободан Ковачевић
- Павел Коза
- Ивица Кољанин
- Миленко Косановић
- Никола Костандиновић
- Миливој Костић
- Вељко Коцкар
- Милош Крњетин
- Марко Крсмановић
- Владимир Крстић
- Миодраг Крстић
- Новица Круљевић
- Владимир Кузманов
- Константин Кузњецов
- Спасоје Кулаузов
- Миомир Кулић -  Мија
- Драгана Купрешанин
- Јелена Курјак – Сека
- Иво Кушанић

|  |  |  |  |  |  |  |  |  |  |  |  |  |  |  |  |  |  |  |  |  |  |  |  |  |  |  |  |  |  |

## Л
- Лука Лагатор
- Драган Лазаревић
- Игор Лазаревић
- Маринко Лебовић
- Себастијан Лехнер
- Владана Ликар-Смиљанић
- Ђорђе Лобачев
- Горан Лојпур

|  |  |  |  |  |  |  |  |  |  |  |  |  |  |  |  |  |  |  |  |  |  |  |  |  |  |  |  |  |  |

## М
- Драган Максимовић
- Биљана Малешевић
- Борислав Маљеновић
- Дејан Мандић
- Бојан Мандрапа
- Мирослав Марић
- Владимир Марковић - Луни
- Миша Марковић
- Момчило Марковић Мома
- Раде Марковић
- Стево Маслек
- Никола Масловара - Масли
- Милица Мастелица
- Славко Матковић
- Владимир Матић Куриљов
- Никола Матковић
- Петар Меселџија
- Озрен Миждало
- Мијат Мијатовић
- Радич Мијатовић
- Слободан Миладинов
- Златко Миленковић
- Милан Милетић
- Нoвица Миливojeвић
- Ђорђе Милијановић
- Слободан Милић
- Бора Милићевић
- Александар Миловановић - Грујица
- Коста Миловановић
- Ђорђе Миловић
- Бојан Милојевић - Астеријан
- Љубомир Милојевић - Љубац
- Божидар Милојковић - Бам
- Данило Милошев -
- Јована Милошев - Лола
- Рајко Милошевић - Гера
- Мирољуб Милутиновић - Брада
- Слободан Милутиновић - Адреналин
- Жика Митровић
- Никола Митровић - Кокан
- Миленко Михајловић
- Саша Михајловић алијас „Тома Пан“
- Милан Мишић

- Сабахудин Мурановић Муран

|  |  |  |  |  |  |  |  |  |  |  |  |  |  |  |  |  |  |  |  |  |  |  |  |  |  |  |  |  |  |

## Н
- Никола Навојев
- Золтан Нађерђ
- Дејан Настић
- Владимир Недељковић
- Драгољуб Недељковић - Драги
- Дејан Ненадов
- Борис Ненезић
- Брана Николић
- Бранко Николић
- Вељко Николић - Ник
- Јован Николић
- Марко Николић
- Срђан Николић - Пека
- Синиша Нимчевић
- Елизабета Новак

|  |  |  |  |  |  |  |  |  |  |  |  |  |  |  |  |  |  |  |  |  |  |  |  |  |  |  |  |  |  |

## О
- Бранислав Обрадовић
- Ото Олтвањи
- Младен Ољача

- Александар Опачић

|  |  |  |  |  |  |  |  |  |  |  |  |  |  |  |  |  |  |  |  |  |  |  |  |  |  |  |  |  |  |

## П
- Драган Павасовић
- Милутин Павићевић
- Дамир Павић -
- Душан Павлић
- Милан Павловић – Mr Stocca
- Дарко Пајчин
- Владимир Палибрк
- Вук Палибрк
- Драган Пауновић
- Жељко Пахек
- Славко Пејак
- Небојша Пејић
- Иван Пејкић
- Зоран Пекан
- Зоран Пеневски
- Радомир Перица
- Дарко Перовић
- Владимир Петковић
- Душан Петричић
- Михајло Петровић
- Ратомир Петровић - Раца
- Срђан Печеничић - Chop
- Леонид Пилиповић
- Бранко Плавшић
- Милан Поп Новаков
- Владимир Попов
- Серјожа Попов
- Асканио Поповић
- Обрад Поповић
- Радован Поповић

|  |  |  |  |  |  |  |  |  |  |  |  |  |  |  |  |  |  |  |  |  |  |  |  |  |  |  |  |  |  |

## Р
- Тони Радев
- Живорад Радивојевић
- Петар Радичевић - Пера
- Вујадин Радовановић - Вуја
- Даница Радовић
- Синиша Радовић
- Небојша Радосављевић
- Саша Радосављевић
- Ненад Ражнатовић
- Александар Рајковић -
- Горан Рајшић
- Саша Ракезић (Александар Зограф)
- Алексије Ранхнер
- Душан Рељић
- Бојан Реџић - Реџа
- Златко Ристић
- Драгослав Рувидић - Руле

|  |  |  |  |  |  |  |  |  |  |  |  |  |  |  |  |  |  |  |  |  |  |  |  |  |  |  |  |  |  |

## С
- Бобан Савић - Гето
- Драган Савић
- Драгољуб Савић - Драган
- Данијел Савовић
- Дејан Седлан
- Зоран Селена
- Антоан Симић - Тони
- Еуген Славик
- Милош Славковић
- Сибин Славковић
- Градимир Смуђа
- Марко Сомборац
- Сергеј Соловјев
- Лазо Средановић
- Ивица Сретеновић
- Борис Станић
- Владимир Станић
- Слободан Станишић
- Дејан Станковић
- Милош Станковић
- Паја Станковић
- Владимир Станковски
- Лазар Станојевић
- Ивица Стевановић
- Џими Степанов
- Душко Стефановић
- Зоран Стефановић
- Иван Стојановић (уметник) - Фики
- Игор Стојановић
- Марко Стојановић
- Надица Стојановић
- Зоран Стојиљковић - Киза
- Драган Стокић - Рајачки
- Фрања Страка
- Стеван Субић
- Снежана Суботић
- Здравко Сулић
- Синиша Сумина
- Јарослав Супек

|  |  |  |  |  |  |  |  |  |  |  |  |  |  |  |  |  |  |  |  |  |  |  |  |  |  |  |  |  |  |

## Т
- Лидија Тарановић
- Роберт Тили
- Никола Тишћенко
- Раде Товладијац
- Жика Тодоровић - Жика Стрип
- Мирољуб Тодоровић
- Марко Тодосијевић - Мрвакс
- Горан Томић
- Зоран Туцић

|  |  |  |  |  |  |  |  |  |  |  |  |  |  |  |  |  |  |  |  |  |  |  |  |  |  |  |  |  |  |

## Ћ
- Растко Ћирић
- Славиша Ћировић

|  |  |  |  |  |  |  |  |  |  |  |  |  |  |  |  |  |  |  |  |  |  |  |  |  |  |  |  |  |  |

## У
- Милан Увртачев
- Јован Укропина

|  |  |  |  |  |  |  |  |  |  |  |  |  |  |  |  |  |  |  |  |  |  |  |  |  |  |  |  |  |  |

## Ф
- Тони Фејзула
- Ивана Филиповић
- Љубомир Филиповић

|  |  |  |  |  |  |  |  |  |  |  |  |  |  |  |  |  |  |  |  |  |  |  |  |  |  |  |  |  |  |

## Х
- Сава Халугин
- Александар Хецл - Шаца
- Бранислав Хецл

|  |  |  |  |  |  |  |  |  |  |  |  |  |  |  |  |  |  |  |  |  |  |  |  |  |  |  |  |  |  |

## Ц
- Душан Цветковић
- Зоран Цветковић
- Милош Цветковић

|  |  |  |  |  |  |  |  |  |  |  |  |  |  |  |  |  |  |  |  |  |  |  |  |  |  |  |  |  |  |

## Ч
- Тихомир Челановић
- Дарко Чворовић - Чвора

- Мирко Чолак
- Атила Чорба

|  |  |  |  |  |  |  |  |  |  |  |  |  |  |  |  |  |  |  |  |  |  |  |  |  |  |  |  |  |  |

## Ш
- Петар Шади
- Иван Шаиновић
- Иван Шеншин
- Геза Шетет
- Дејан Шијук
- Дамир Шмит
- Никола Штиклица
- Горан Шћекић

|  |  |  |  |  |  |  |  |  |  |  |  |  |  |  |  |  |  |  |  |  |  |  |  |  |  |  |  |  |  |